# Anne Meygret
Anne Meygret (ur. 15 lutego 1965 w Nicei) – francuska florecistka, brązowa medalistka olimpijska.
Na igrzyskach olimpijskich w Los Angeles w 1984 roku reprezentacja Francji w składzie: Laurence Modaine-Cessac, Pascale Trinquet-Hachin, Brigitte Latrille-Gaudin, Véronique Brouquier i Anne Meygret zdobyła drużynowo brązowy medal. W rywalizacji indywidualnej nie startowała. Był to jej jedyny start olimpijski.
Nie zdobyła medalu mistrzostw świata.
Jej siostra, Gisèle, również uprawiała szermierkę.